# Rylsk Duży
Rylsk Duży – wieś w Polsce położona w województwie łódzkim, w powiecie rawskim, w gminie Regnów.
W latach 1975–1998 miejscowość administracyjnie należała do województwa skierniewickiego.

## Zabytki
Według rejestru zabytków Narodowego Instytutu Dziedzictwa na listę zabytków wpisane są obiekty:
- zespół dworski, koniec XIX w.:
  - dwór, nr rej.: 552 z 25.03.1981
  - park, nr rej.: 579 z 19.05.1982
  - obora, nr rej.: 553 z 25.03.1981